# Gurat
Gurat – miejscowość i gmina we Francji, w regionie Nowa Akwitania, w departamencie Charente.
Według danych na rok 1990 gminę zamieszkiwało 210 osób, a gęstość zaludnienia wynosiła 13 osób/km² (wśród 1467 gmin regionu Poitou-Charentes Gurat plasuje się na 788. miejscu pod względem liczby ludności, natomiast pod względem powierzchni na miejscu 533.).